# Lago Athabasca
Il lago Athabasca è un lago del Canada, situato sul confine fra gli Stati dell'Alberta e del Saskatchewan. Ha una superficie di 7.850 km², una lunghezza massima di 283 km, e una larghezza massima di 50 km.
Presenta due immissari principali: il fiume omonimo e il Peace. Entrambi danno luogo a un delta di grande superficie anche se poco profondo.
Sul lago si affacciano diverse città, tra cui Uranium City, Camsell Portage e Fort Chipewyan.